# John Bull (compositor)
John Bull (1562 o 1563-12 de marzo de 1628) fue un compositor, músico y constructor de órganos flamenco inglés. Reputado clavecinista, la mayoría de sus composiciones fueron escritas para ese instrumento.

## Biografía
John Bull nació probablemente en Hereford, Inglaterra, si bien otros mencionan su nacimiento en Sir Faesyfed, país de Gales. En 1573 ingresó al coro de la catedral de la ciudad. Al año siguiente fue aceptado en el coro de niños de la Capilla Real de Londres, donde estudió con William Blitheman y William Hunnis no sólo técnica vocal sino también órgano.
En 1586 se diploma en la Universidad de Oxford, y es nombrado caballero de la Capilla Real, ascendiendo a organista en 1591. Al año siguiente obtiene su doctorado en Oxford, y en 1596 se convierte en el primer profesor de música del colegio Gresham, por recomendación de su admiradora, la reina Isabel. A la muerte de la reina, permanece al servicio del rey Jacobo I. En esta época adquirió prestigio como compositor, tecladista e improvisador musical.
La brillante carrera de Bull se vio truncada por diversos problemas amorosos y personales que resultaron en una acusación de adulterio; solicita una licencia pre nupcial en la capilla, pero nunca vuelve a ocupar el puesto, y en 1613 abandona secretamente Inglaterra huyendo de la persecución del arzobispo de Canterbury y del mismo monarca. Se radica en los Países Bajos no sin antes intentar el perdón del rey mediante una carta escrita a principios de 1614. 

"...Bull no ha dejado el servicio de su Majestad por ninguna ofensa a su persona....pero en tema tan deshonesto abandonó Inglaterra con la culpabilidad de una conciencia corrompida, para escapar al castigo que notoriamente merecía, señalado por el brazo de la justicia por su incontinencia, fornicación, adulterio, y otros gravosos crímenes..."

El arzobispo de Canterbury le había dedicado el siguiente párrafo el año anterior:

"...el hombre tiene mas talento musical que honestidad, y es mas célebre por desflorar vírgenes que por sus dotes sobre el órgano y los virginales."

Bull permanece en los Países Bajos, donde al parecer no reincidió en sus romances prohibidos. En 1615 es designado organista asistente de la catedral de Amberes, y dos años después alcanza el cargo de organista principal. Escribió una serie de cartas , incluyendo una al alcalde de Amberes, aduciendo que su huida de Inglaterra se debió a  persecución religiosa a causa de su pertenencia al catolicismo. Presumiblemente le creyeron, ya que nunca fue extraditado.
En Amberes conoce a Jan Pieterszoon Sweelinck, uno de los más influyentes compositores para tecla de la época.
Hasta su muerte en 1620 continuó su carrera en Amberes como organista, constructor de órganos y consultor musical.

## Obra
Bull fue uno de los más famosos compositores de música para teclado de la primera mitad el siglo XVII, superado solamente por Sweelinck en los Países Bajos, Frescobaldi en Italia y -según algunos - por su compatriota William Byrd.
Dejó innumerables obras para clave, muchas de ellas compiladas en el Fitzwilliam Virginal Book.
Su primera y única publicación, en 1612 o 1613, fue una serie de siete piezas para la colección "Parthenia", dedicada al 15.º cumpleaños de la princesa Isabel, por otra parte su alumna, en ocasión de su compromiso con Federico, elector palatino del Rin. La colección incluyó también obras de William Byrd y Orlando Gibbons, entre otros famosos compositores de la época.
Bull escribió así mismo un himno, God the father, God the son para el casamiento de la princesa con su prometido en 1613.
Además de sus composiciones para tecla, escribió himnos, cánones y otras piezas. Su himno a cinco voces Almighty God, Which By The Leading of a Star, conocido coloquialmente como el "Himno estrella" fue el más popular de la época jacobina.
Mucha de su obra se perdió cuando abandonó Inglaterra; en parte destruida, en parte robada por otros compositores, cuya falsa atribución en varios casos pudo luego corregirse teniendo en cuenta el estilo de la composición. 
Una de las más inusuales colecciones de música de la época la constituye su libro de 120 cánones, un maravilloso muestrario de técnica de contrapunto digna de Ockeghem o J.S. Bach. Del total de piezas, 116 se basan en el "Miserere". Las técnicas de composición utilizadas para las variaciones incluyen disminución, argumentación, permutación, y mezcla de "tempos". Algunas de sus obras en el libro de Fitzwilliam son de carácter liviano y con títulos caprichosos: "A Battle and No Battle"  "Bonny Peg of Ramsey" "The King's Hunt" "Bull's Good-Night"
Una gallarda para teclado de su autoría guarda notorio parecido con el himno God Save the Queen, la canción patriótica del Reino Unido y la Mancomunidad Británica de Naciones, de autor anónimo, pero que obviamente reconoce fuentes en varias piezas populares, incluida la de Bull.